# Pinilla de Molina
Pinilla de Molina település Spanyolországban, Guadalajara tartományban. Pinilla de Molina Traíd, Megina, Peralejos de las Truchas, Taravilla, Terzaga és Torrecuadrada de Molina községekkel határos. Lakosainak száma 11 fő (2024).

## Népesség
A település népessége az utóbbi években az alábbiak szerint változott:
| Lakosok száma | 29   | 27   | 24   | 21   | 25   | 17   | 16   | 10   | 10   | 11   |
|               | 2001 | 2004 | 2006 | 2009 | 2011 | 2014 | 2016 | 2019 | 2021 | 2024 |